# Rod Price
Pour les articles homonymes, voir Price.
Rod Price, né le 22 novembre 1947 à Willesden en Londres au Royaume-Uni et mort le 22 mars 2005 à Wilton (New Hampshire) aux États-Unis, est un guitariste britannique, fondateur du blues boogie band Foghat.